# (147693) Piccioni
Pour les articles homonymes, voir Piccioni.
(147693) Piccioni est un astéroïde de la ceinture principale.

## Description
(147693) Piccioni est un astéroïde de la ceinture principale. Il fut découvert le 11 février 2005 à La Silla par Andrea Boattini et Hans Scholl. Il présente une orbite caractérisée par un demi-grand axe de 2,31 UA, une excentricité de 0,17 et une inclinaison de 4,8° par rapport à l'écliptique.

## Compléments